# Washington Ipenza
Washington Armando Ipenza Pacheco (Lima, 2 de junio de 1947 - ibidem, 21 de diciembre de 2021) fue un médico y político peruano. Fue alcalde del distrito de Villa María del Triunfo en 3 periodos.

## Biografía
Washington Ipenza realizó sus estudios primarios en el Colegio Nacional de Varones Túpac Amaru y los secundarios en los Colegios Nacionales José María Eguren y Ricardo Palma. 
Entre 1969 y 1978 hizo sus estudios universitarios en Medicina en la Universidad Nacional Mayor de San Marcos. En el año 1980, hizo su Residentado en el área de Gastroenterología en el Hospital Daniel Alcides Carrión y luego en Cirugía Pediátrica en el Hospital San Bartolomé. Trabajó como Cirujano Pediatra en el antiguo Instituto Peruano de Seguridad Social (IPSS), entre 1987 y 1998.

### Alcalde de Villa María del Triunfo
En el año 1983, inició su participación política como miembro de UNIR, postulando por la alianza Izquierda Unida, en las elecciones municipales de dicho año, siendo elegido alcalde del distrito de Villa María del Triunfo para el periodo 1984-1986. Posteriormente se presenta como candidato al mismo cargo por Somos Perú, siendo electo para el periodo 1999-2002 y reelecto para el período 2003-2006. Fue Secretario General de Lima del partido, entre el 2005 y 2007.
En las elecciones municipales del 2010 se presentó nuevamente bajo las filas de Alianza para el Progreso, sin embargo, no resultó elegido.

## Fallecimiento
El 14 de diciembre del 2021, Washington Ipenza falleció a los 74 años.